# Église presbytérienne à Grenade
La Presbyterian Church in Grenada (Église presbytérienne à Grenade) est une Église presbytérienne de Grenade. Elle est membre de la Communion mondiale d'Églises réformées et de la Conférence des Églises de la Caraïbe. Elle rassemble un petit millier de personnes dans quatre paroisses.

## Historique
La première église presbytérienne a été construite en 1833 par les planteurs d'origine écossaise. L'église est associée à l'Église d'Écosse. Son premier pasteur fut William Haig, qui avait été ordonné en Guyane britannique.
Après l'abolition de l'esclavage et avec l'arrivée de travailleurs indiens sous contrat en 1880, des missions ont été établies dans diverses parties de l'île, en particulier à Belair (Paroisse de Saint Andrew) et Samaritains (Paroisse de Saint Patrick). Les missionnaires qui ont servi dans ces stations venaient de la mission canadienne à Trinité. 
En 1945, l'Église d'Écosse a retiré son soutien pour le travail missionnaire à la fois à Grenade et à Saint-Vincent. Il a été suggéré que l'église s'unisse avec les méthodistes. Résistant à la proposition, l'Église s'est associée avec l'Église presbytérienne à Trinité-et-Tobago. Grâce à des ressources et des actifs d'une importante population indienne et le soutien de l'Église unie du Canada, cette église a connu une croissance considérable. Les congrégations de Grenade ont fait partie du consistoire du Nord de l'Église de la Trinité. 
Dans les années 1980 la volonté d'autonomie est devenu plus fort à Grenade, et le 20 avril 1986, l'Église presbytérienne de la Grenade a été fondée.